# 공연 예술

공연 예술(公演藝術, performing art)은 무대에서 공연되는 모든 형태의 예술을 말한다. 본질적으로는 표현자와 관객이 같은 시간과 공간을 공유하면서, 그 자리에서 작품의 실체가 만들어져 가는 형태의 예술을 가리킨다.
공연예술은 음악, 무용, 연극 등 관객을 위해 공연되는 예술이다. 이는 물리적 또는 정적 예술 작품을 만들기 위해 페인트, 캔버스 또는 다양한 재료를 사용하는 시각 예술과 다르다. 공연 예술에는 연극, 음악, 무용 등 라이브 관객 앞에서 공연되는 다양한 분야가 포함된다.
연극, 음악, 춤, 물체 조작 및 기타 종류의 공연은 모든 인간 문화에 존재한다. 음악과 춤의 역사는 선사시대까지 거슬러 올라가는 반면, 서커스 기술은 적어도 고대 이집트까지 거슬러 올라간다. 많은 공연 예술이 전문적으로 공연된다. 공연은 극장이나 오페라 하우스와 같은 특수 목적 건물, 축제의 야외 무대, 서커스와 같은 텐트 무대 또는 거리에서 이루어질 수 있다.
청중 앞에서의 라이브 공연은 오락의 한 형태이다. 오디오 및 비디오 녹화의 발달로 공연 예술의 개인적인 소비가 가능해졌다. 공연 예술은 종종 자신의 감정과 느낌을 표현하는 것을 목표로 한다.

## 공연자
관객 앞에서 공연 예술에 참여하는 예술가를 공연자라고 한다. 이러한 예로는 배우, 희극 배우, 댄서, 마술사, 서커스 예술가, 음악가 및 가수가 있다. 공연예술 역시 작곡, 안무, 무대예술 등 관련 분야 종사자들의 지원을 받는다. 공연자들은 의상과 무대 분장, 무대 조명, 음향 등 외모를 조정하는 경우가 많다.

## 유형
공연 예술에는 댄스, 음악, 오페라, 연극 및 뮤지컬 극장, 마술, 일루전, 무언극, 스포큰 워드, 인형극, 서커스 예술, 스탠드업 코미디, 즉흥극, 프로레슬링 및 행위 예술이 포함될 수 있다.
또한 예술가가 청중에게 자신의 작품을 라이브로 공연하는 특수한 형태의 미술도 있다. 이를 행위 예술이라고 한다. 대부분의 공연 예술에는 소품 제작과 같은 일종의 조형 예술도 포함될 수 있다. 근대 무용 시대에는 춤을 조형 예술이라고 부르곤 했다.

## 같이 보기
- 시각 예술
- 조형 예술